# Сотворение мира в Библии

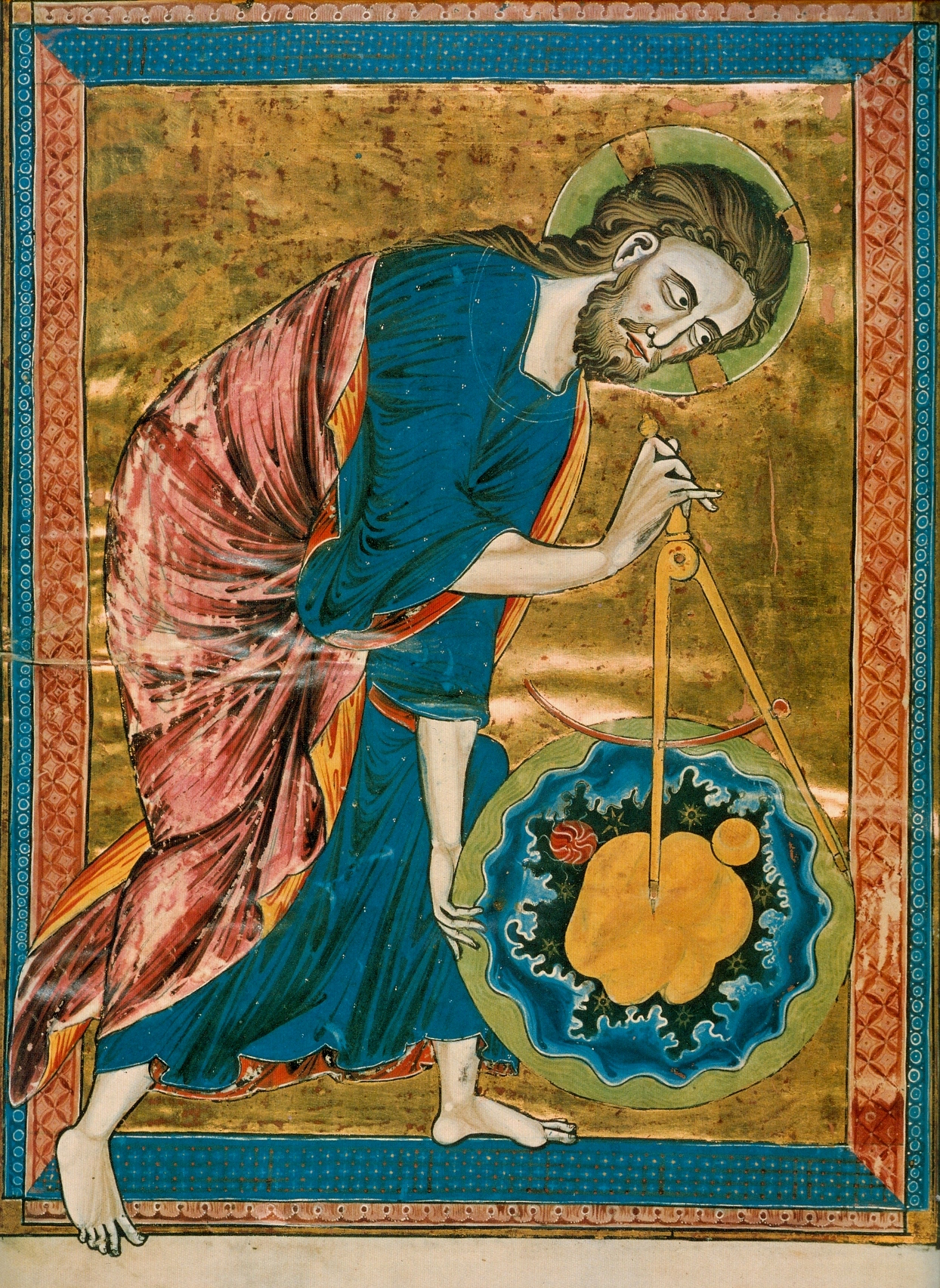
Бог, создающий Вселенную с помощью циркуля. Миниатюра из французской Библии. 1220—1230. Австрийская Национальная библиотека, Вена

Библейский рассказ о сотворении мира единым Богом (Шестоднев, библейская космогония) является одним из центральных положений иудаизма, христианства и ислама.
Основное повествование о сотворении содержится в первой книге Библии — Бытие. Библейский Бог выступает в качестве единственного творца и мироустроителя, и все стадии творения являются акты его творческой воли.
Истолкования данного повествования и понимание процесса творения среди верующих существенно различаются. Распространено буквальное толкование о творении за шесть дней; существуют также другие трактовки.

## Описание текстов
Основные библейские тексты о сотворении содержатся в двух повествованиях первой и второй глав книги Бытия.
Первое повествование о сотворении занимает всю первую главу книги Бытия и начало второй главы. Оно описывает процесс творения в виде рабочей недели и выходного (субботнего) дня. В тексте говорится, что:
- в первый день Бог создал небо, землю и свет, и отделил свет от тьмы;
- на второй день — создал твердь посреди воды, отделил воду над твердью от воды под твердью, и назвал твердь небом;
- на третий — сушу, моря и растения,
- на четвёртый — светила на тверди небесной,
- на пятый — рыб, пресмыкающихся и птиц.
- Наконец, на шестой — зверей земных, скот, гадов земных и человека.

Повествование завершается тремя первыми стихами второй главы книги Бытия, где сказано, что Творец «почил в день седьмый от всех дел Своих, которые делал», и «благословил Бог седьмой день, и освятил его, ибо в оный почил от всех дел Своих, которые Бог творил и созидал» (см. Быт. 1:1 — 2:3).
Второе повествование о сотворении содержится во второй главе книги Бытия начиная с четвёртого стиха. В тексте сказано о создании райского сада и двух деревьев в нём: древа жизни и древа познания добра и зла, о первой данной человеку заповеди — не вкушать плодов от древа познания добра и зла, а также содержится рассказ о сотворении Евы из ребра Адама (см. Быт. 2:4—25).
Сотворение мира Богом упомянуто также во многих других местах Библии (в книгах пророков, псалмах, книге притчей Соломоновых, книге Иова, во второканонических / неканонических книгах Ветхого Завета и в книгах Нового Завета), но не настолько подробно как в книге Бытия. Также о сотворении мира говорится в прологе Евангелия от Иоанна.

## Исследования истории и культуры

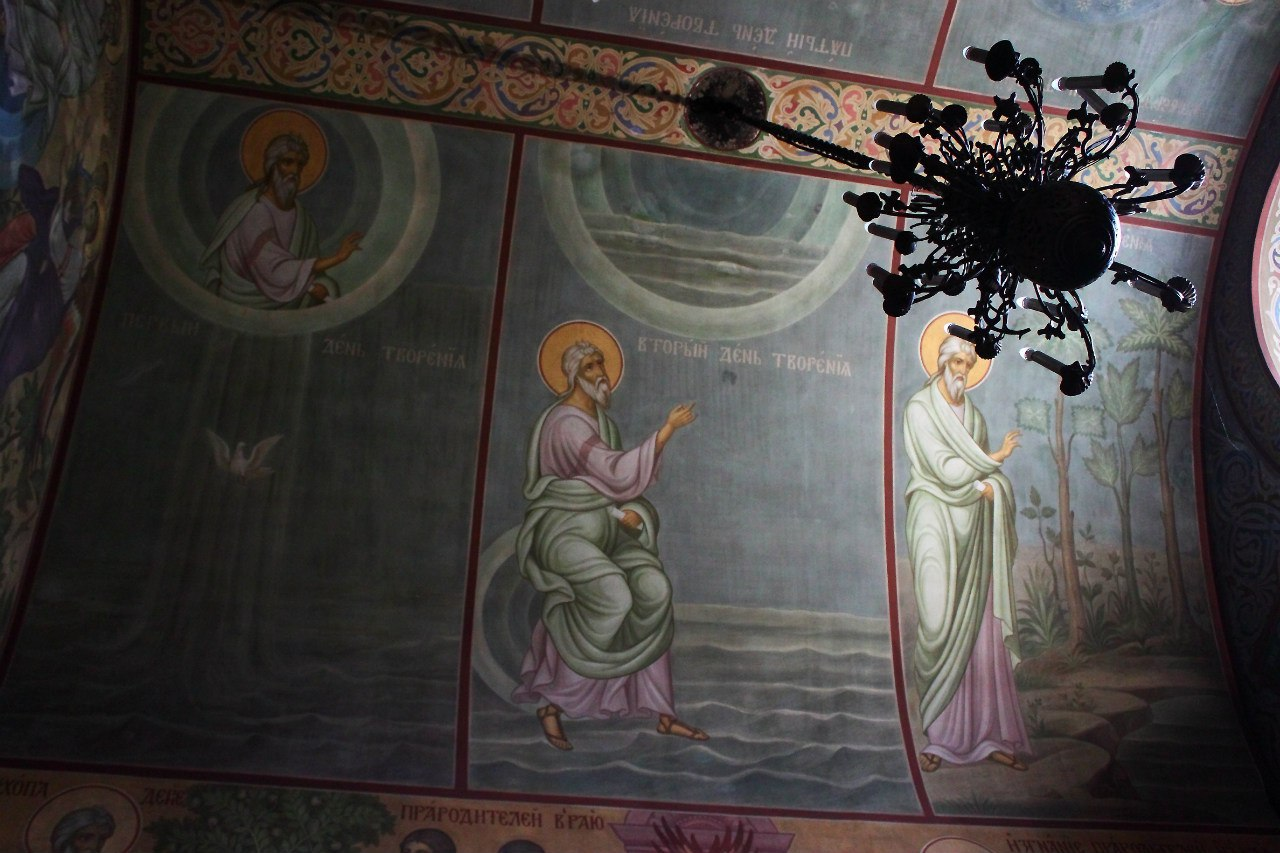
Фреска с описанием первых трёх дней творения в новгородском храме Святой Софии

Для понимания смысла библейских текстов исследователи занимаются изучением истории их появления, времени и места, культурного контекста, литературных жанров изложения и стремятся понять намерения авторов, исходя из полученных данных.

#### Связь библейской мифологии с ближневосточной

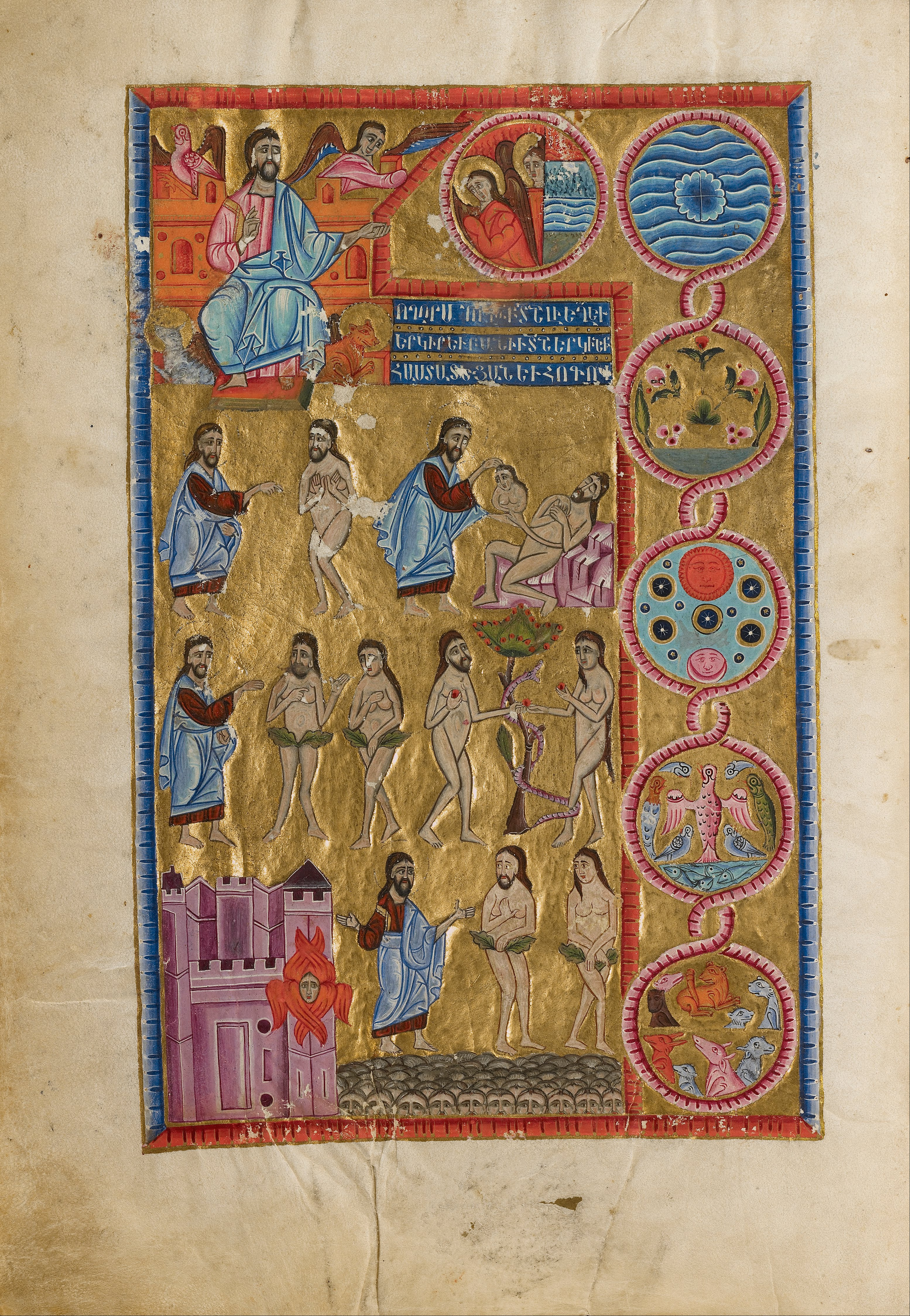
Сотворение мира. Армянская миниатюра, 1637—1638 годы